# Idioma warlpiri
La lengua warlpirí (Warlpiri) es hablada por cerca de 3000 personas del grupo sociocultural Warlpirí en el Territorio del Norte, Australia. Es una de las lenguas aborígenes de Australia que cuenta con un mayor número de hablantes. Forma parte del grupo de las lenguas pama-ñunganas.

## Descripción lingüística

### Vocales
|               | vocal anterior | vocal central  | vocal posterior |
| ------------- | -------------- | -------------- | --------------- |
| vocal cerrada | i [i], ii [iː] |                | u [u], uu [uː]  |
| vocal abierta |                | a [a], aa [aː] |                 |

El warlpiri tiene un sistema estándar de tres vocales similar al existente en el árabe clásico, con una distinción entre vocal larga y vocal breve que da lugar a seis posibles combinaciones de vocales.

### Consonantes
|              | Bilabiales | Alveolares | Retroflejas | Palatales | Velares |
| ------------ | ---------- | ---------- | ----------- | --------- | ------- |
| oclusivas    | p [p]      | t [t]      | rt [ʈ]      | j [c]     | k [k]   |
| nasales      | m [m]      | n [n]      | rn [ɳ]      | ny [ɲ]    | ng [ŋ]  |
| vibrantes m. |            | rr [r]     |             |           |         |
| vibrantes s. |            |            | rd [ɽ]      |           |         |
| laterales    |            | l [l]      | rl [ɭ]      | ly [ʎ]    |         |
| aproximantes | w [w]      |            | r [ɻ]       | y [j]     |         |

Como muestra el diagrama, el warlpiri distingue cinco juegos de articulaciones y cuenta con plosivas orales y nasales. Como la mayor parte de las lenguas australianas, no tiene consonantes  fricativas. 
La consonante señalada en la tabla como monovibrante retrofleja es una consonante un tanto insólita, probablemente típica solo del warlpiri.

### Palabras
Ninguna palabra warlpiri comienza por consonante alveolar; la primera consonante de una palabra debe ser bilabial, palatal, retrofleja o velar. 
Todas las palabras warlpiri finalizan en vocal; una raíz cualquiera que termine en consonante es solamente "correcta" con el añadido de un sufijo carente de significado semántico, -pa.

### Ortografía
Desde la década de 1950 el warlpiri es escrito usando el alfabeto latino utilizando un sistema originariamente ideado por Lothar Jagst y con posterioridad ligeramente modificado. La ortografía warlpiri usa solo letras comunes sin tildes. Similar al IPA, presenta no obstante algunas diferencias: 
1. Las vocales largas son escritas replicando la vocal: ii, aa, uu.
2. Las consonantes retroflejas son escritas anteponiendo la r al símbolo alveolar: rt, rn, rl.
3. La oclusiva palatal se escribe j.
4. Las otras palatales se escriben anteponiendo y al símbolo alveolar: ny, ly.  La aproximante palatal es escrita y.
5. La nasal velar se escribe ng.
6. La polivibrante alveolar se escribe rr.
7. La monovibrante alveolar se escribe rd.
8. La aproximante retrofleja se escribe r.

### Verbos
Los verbos warlpiri son construidos a partir de raíces verbales distribuidas en cinco clases de conjugaciones. Dos de estas clases contienen la mayoría de las raíces verbales; las otras tres clases solo contienen algunas raíces cada una. 
Una amplia clase de raíces modificadoras, o preverbos, es usada para crear verbos con significados específicos. Los preverbos a veces son repetidos para acentuar el énfasis o para crear distinción de significado. La mayor parte de las combinaciones preverbo-verbo forma parte del léxico fijo; no se puede crear libremente nuevas combinaciones.  
| Clase | Aoristo | Pasado | Imperativo | Futuro inmediato | Presente |
| ----- | ------- | ------ | ---------- | ---------------- | -------- |
| 1     | mi      | ja     | ya         | ju               | nya      |
| 2     | rni     | rnu    | ka         | ku               | rninya   |
| 3     | nyi     | ngu    | ngka       | ngku             | nganya   |
| 4     | rni     | rnu    | nja        | lku              | rninya   |
| 5     | ni      | nu     | nta        | nku              | nanya    |